# Chicago Sanitary and Ship Canal
Het Chicago Sanitary and Ship Canal is een kanaal in de Amerikaanse staat Illinois dat de enige scheepvaartverbinding vormt tussen de Grote Meren, in het bijzonder Lake Michigan en de Mississippi. De route naar de Mississippi kan afgelegd worden via de rivier Chicago of het Calumet-Saganashkee kanaal (Cal-Sag) en verder via de rivieren Illinois en Des Plaines.
Het kanaal is aangelegd om het afvalwater van de stad Chicago af te voeren. Voor de aanleg werd het afvalwater geloosd via de Chicagorivier op het Michiganmeer, de belangrijkste bron van drinkwater voor de stad. Na de aanleg van het kanaal draaide de stroomrichting van de Chicagorivier om en liep er water uit het Michiganmeer naar de Des Plaines rivier en verder. De aanleg duurde acht jaar en was gereed in 1900.
In 1999 werd het kanaalnetwerk benoemd als Civil Engineering Monument of the Millennium door de American Society of Civil Engineers (ASCE). Het kanaal werd op 20 december 2011 opgenomen in het National Register of Historic Places.
Het kanaal is 45 kilometer lang, 62 meter breed en ruim 7 meter diep.
- Library of Congress Control Number: sh94004625
- National Archives and Records Administration: 10042797
- Nationale Bibliotheek van Israël: 987007542058805171
- Virtual International Authority File: 315527858
- WorldCat: E39PBJqvXywv8wcwC6tJmt8Hmd